# Mnichowa Przehyba
Mnichowa Przehyba (ok. 2080 m) – przełączką będąca szerokim i płytkim wcięciem między Mnichową Kopą a piarżysto-skalistym wałem wrastającym w zachodnią ścianę Cubryny w polskiej części Tatr Wysokich. Na północny wschód opada z niej bardzo stromy i wąski żlebek będący najwyższą częścią Mnichowego Żlebu, stoki południowe opadają do Zadniej Galerii Cubryńskiej – najwyższego piętra Doliny za Mnichem.
Przez przełączkę nie prowadzi żaden szlak turystyczny, znajduje się ona jednak w rejonie udostępnionym do wspinaczki dla taterników i prowadzi nią kilka dróg wspinaczkowych: Nazwę przełączki wprowadził Władysław Cywiński w 8 tomie przewodnika Tatry.